# 車汝震
車汝震，原名汝霖，一字春雨，號春霆。貴州貴陽府（今貴陽市）人。清朝官員。

## 生平
道光二十五年（1845年）考中乙巳恩科三甲進士，官顺天府寶坻縣知縣。

## 家族
兄車汝建。